# Зоопарк Ганновера
Зоопарк Ганновера (нем. Erlebnis Zoo Hannover) — зоологический парк, расположенный в городе Ганновере, Нижняя Саксония, Германия. Зоопарк был открыт 4 мая 1865 года и имеет площадь 22 гектара. В зоопарке представлено около 2 000 животных . В зоопарке работает около 400 сотрудников .

## История
Зоопарк был основан в 1865 году на частные средства. 1 октября 1922 года из-за недостатка финансирования зоопарк был закрыт и вновь открыт в 1924 году. Во время Второй мировой войны зоопарк был сильно поврежден. Вплоть до 1950-х годов в зоопарке было лишь несколько животных. В последующие годы последовало буйное развитие, были открыты новые павильоны. В начале 1990-х зоопарк вновь охватил кризис, для преодоления которого в 1995 году была разработана специальнная концепция. На данный момент зоопарк ежегодно посещает более миллиона людей.
Предложение о строительстве зоопарка было сделано в середине XIX века Германом Шлегером и членами общества любителей естествознания Ганновера, основавшего музей естественной истории. Общество любителей естествознания Ганновера учредило комиссию из трех человек для проведения переговоров с властями Ганновера. 25 февраля 1863 года состоялось общее собрание интересующихся зоопарком, а летом того же года началось строительство зоологического сада. Поскольку компания была готова к огромным расходам на содержание диких животных, была основана открытая компания с ограниченной ответственностью. Текущие расходы должны были покрываться за счет годовой подписки и кассовых сборов. Ганноверский зоологический сад был открыт в мае 1865 года. Тогдашний помощник зоопарка из Кёльна Адольф Шютте был назначен советом директоров первым директором зоопарка и в значительной степени отвечал за создание популяции животных в зоопарке Ганновера.
Вильгельм Нимейер (1865—1874)

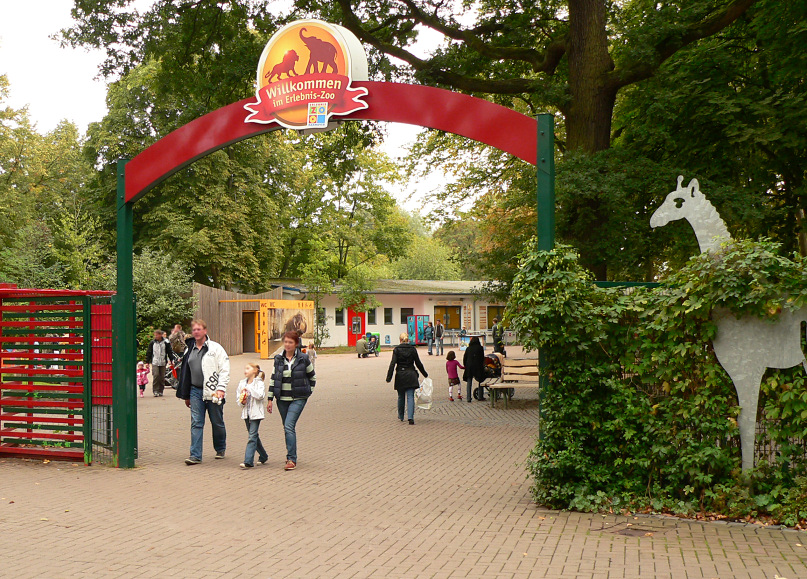
Вход в зоопарк Ганновера

Преемник Шютте был образованным фермером и для накопления необходимых знаний посетил несколько зоопарков, прежде чем вступить в должность. Его страстью было разведение птиц, что ярко отразилось на ганноверской популяции животных: богатая видами коллекция фазанов пользовалась всемирной славой и признанием. Нимейер написал первый путеводитель по зоопарку Ганновера, в котором описал животных по домам и вольерам.
В центре объекта был скальный комплекс с вольерами для хищных птицам, аквариумом и гротами для хищников.
Кристиан Кукук (1874—1893)
В 1874 году руководство зоопарком взял на себя опытный ветеринар Кристиан Кукук. Он окончил Королевскую ветеринарную школу в Ганновере в 1865 году и накопил опыт работы ветеринаром до того, как вступил в должность. В первые годы основатели столкнулись с множеством трудностей. Стандарт был высоким, но не было практического опыта содержания диких животных, который можно было бы перенять. Результатом были большие потери. Под его руководством зоопарк Ганновера превратился в социальный центр города, хотя желаемое значение зоологического сада как учебного заведения естествознания отошло на второй план.
Эрнст Шефф (1893—1910)
До назначения директором ганноверского зоопарка изучаемый биолог работал ассистентом в зоологическом институте Берлинского сельскохозяйственного университета. Для него была важна научная сфера зоопарка. Он читал лекции по биологии в Университете ветеринарной медицины Ганновера и упорно трудился, чтобы зоопарк был признан учебным заведением. Во время правления Шеффа количество животных в Ганновере достигло своего качественного и количественного пика.
Адольф Фритце (1910—1923)
Когда Адольф Фритце принял руководство в 1910 году, зоопарк находился на пороге финансового кризиса. Многие прямые конкуренты, например, современное лесное хозяйство возле зоопарка или ратуша, построенная в 1901—1913 гг., были более привлекательными для посетителей. Из-за последствий Первой мировой войны акционерное общество столкнулось с финансовыми трудностями,  несмотря на то, что городская администрация выплачивала ежегодную субсидию с 1905 года. Городская администрация обеспечивала работу зоопарка за счет увеличения субсидий, и, наконец, в 1920 году зоопарк не перешел в собственность города. Когда не стало средств для содержания зоопарка, 1 октября 1922 года он был закрыт.
Отто Мюллер (1924—1933)
Граждане выступили за возобновление работы зоопарка. В 1924 году из-за общественного давления и частных обязательств зоопарк был открыт компанией по торговле животными «Ruhe» из Альфельда (львиный каньон, дом хищников и обезьянья скала). Отто Мюллер был движущей силой этой инициативы и был назначен новым директором зоопарка. До этого он был старшим преподавателем естественных наук в школе имени Лейбница в Ганновере и пользовался популярностью среди своих учеников за свои нетрадиционные методы обучения. Например, он организовал школьный кинотеатр (один из первых в Германии) и использовал террариумы в классах, чтобы показать ученикам живые наглядные изображения на уроках биологии. Как директор зоопарка, он стремился восстановить зоопарк как социальное место, организовывая в зоопарке концерты, кинотеатры под открытым небом, театральные представления, балы в масках или вечеринки в саду.
Герман Руэ старший (Арендатор) (1931—1961)
Герман Руэ владел компанией по торговле животными в Альфельде и долгое время работал с Ганноверским зоопарком. С 1931 года он использовал зоопарк как «витрину» для своего зоомагазина. В 1932 году зоопарк полностью стал собственностью Руэ. Зоопарк сильно пострадал во время Второй мировой войны, всё же к 1946 году компанией он был предварительно подготовлен к работе. До нового начала 1950-х годов в зоопарке было всего несколько животных. В последующие годы были построены дома для носорогов, слонов, жирафов и антилоп, а также вольеры для тюленей и пингвинов. С конца 1950-х годов на средства городского бюджета был построен современный на тот момент открытый зоопарк. В то время зоопарк был известен разведением слонов: родились десять азиатских и три африканских слона. Зоопарк был также известен в кругах специалистов своей популяцией антилоп. Из Африки поступило большое количество видов, таких как лошадь, соболь и антилопа аддакс. Были выведены дукеры (хохлатые антилопы), различные виды хищников, антилопы гну и американские вилорогие антилопы.
Герман Руэ мл. (Арендатор) (1961—1971)
Герман Руэ мл. установил узкие траншеи как символическую границу огораживания, что позже стало известно как принцип ганноверских траншей . Он наблюдал за различными видами копытных и обнаружил, что они тоже имеют сильную связь со своим привычным окружением и преодолевают эти символические границы только в крайних случаях.
Лотар Диттрих (1972—1993)
В 1972 году зоопарк вернулся в собственность города Ганновер, и Лотар Диттрих взял на себя управление. Из представителей ганноверских политических и предпринимательских кругов был создан «Фонд друзей зоопарка Ганновера», построивший в последующие годы ряд новых вольеров для животных. Основным моментом стало строительство нового жилища для обезьян в джунглях. С 1974 года стали проводиться выставки моржей и создана контактная площадка с домашними животными. В 1978 году родился первый послевоенный дрил (примат). В то время Ганноверский зоопарк был единственным зоопарком в мире, где регулярно выращивался этот находящийся под угрозой исчезновения вид приматов из Западной Африки. Была создана ассоциация защиты этих обезьян на их родине.
1975 год был рекордным — 980 000 посетителей в день, в 1980-х годах в Ганновере был достигнут большой успех в разведении животных, и зоопарк принял участие в различных программах реинтродукции. Лотар Диттрих выступал за то, чтобы зоопарк воспринимался как образовательное учреждение. Он читал лекции в Университете ветеринарной медицины Ганновера (Биология и содержание животных в зоопарках) и взял на себя научное руководство телевизионным журналом «Tele Zoo» .
Клаус-Михаэль Махенс (1994—2011)
В начале 1990-х зоопарк находился в кризисе. Количество посетителей упало, и государственная субсидия была сокращена. Тогда город решил начать все сначала. Муниципальное управление зоопарка было преобразовано в компанию в ООО (GmbH) в 1994 году и символически продано за одну марку муниципальной ассоциации района Большого Ганновера. Юрист и заместитель директора муниципальной ассоциации Большого Ганновера Клаус-Михаэль Махенс взял на себя управление.
В 1995 году междисциплинарная группа планирования изучила сильные и слабые стороны зоопарка. Было решено, что зоопарку нужна новая концепция. Затем специалисты по зоопаркам, архитекторы и исследователи-любители разработали концепцию «Зоопарк 2000», с которой зоопарк принял участие в конкурсе идей на «World Expo 2000». Концепция была создана с использованием метода дизайн-мышления. В 1996 году зоопарк был официально признан «Проектом Экспо 2000», но первоначально к ней отнеслись с подозрением, особенно среди экспертов..

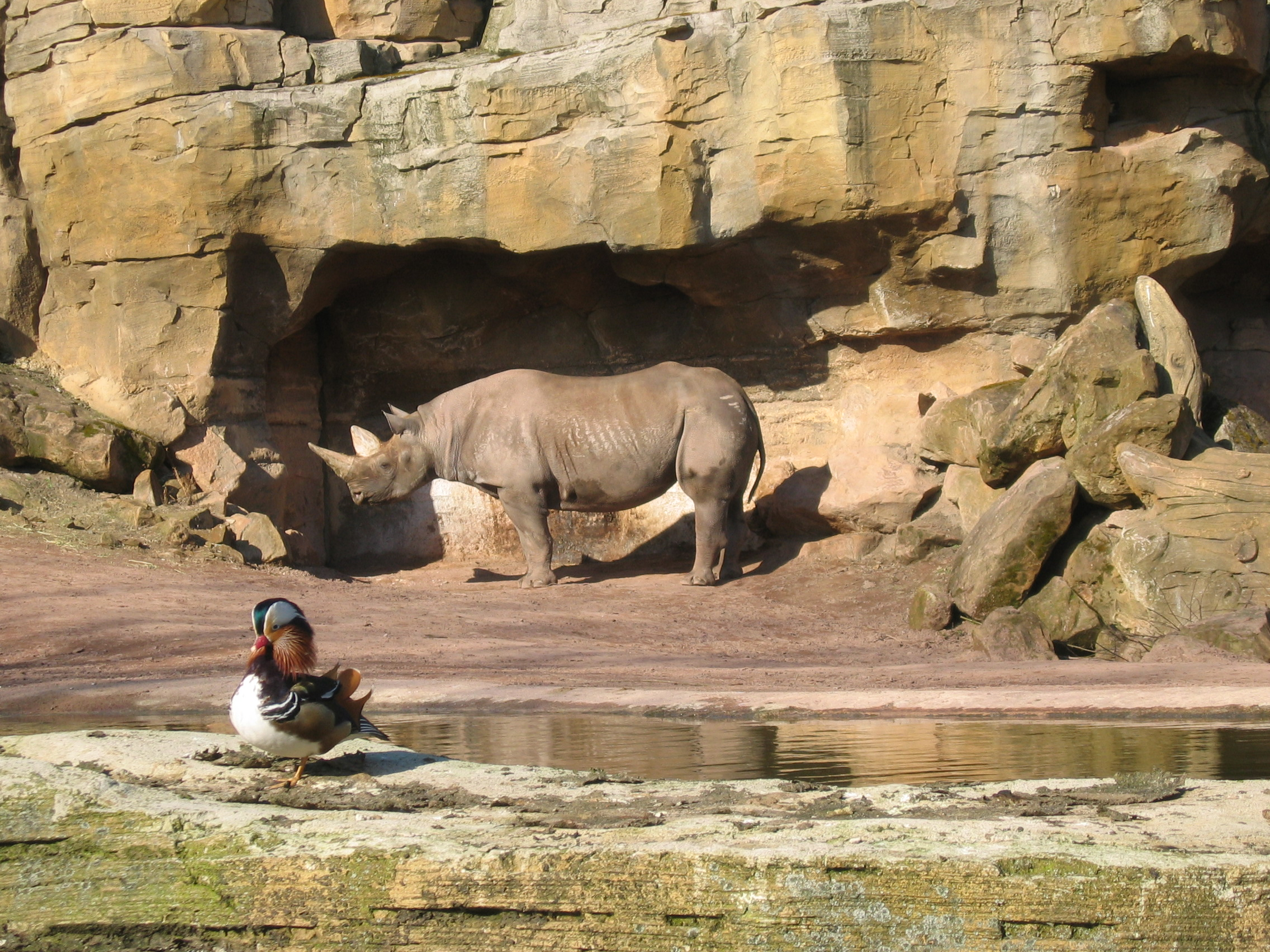
Носорог в «Мире приключений Ганновера»

Философия нового зоопарка такова: «Люди любят только то, что знают. Люди будут защищать только то, что любят». От традиционного представления животных в вольерах в значительной степени отказались. Скорее, естественная среда обитания животных была воспроизведена в точных сценариях. На общую сумму 54,7 миллиона евро были созданы четыре уникальных для Европы приключенческих мира: африканский пейзаж «Замбези», гора горилл Афи, дворец в индийских джунглях и Мейерс-Хоф. Расстояния между людьми и животными были сокращены до минимума, а необходимые защитные барьеры были встроены в ландшафт.
В 2005 году зоопарк был удостоен Немецкой туристической премии.  С 2000 года зоопарк ежегодно посещают более миллиона гостей. В 2005 году впервые открылся «Зимний зоопарк», в 2007 году открылась детская зона «Муллевапп», весной 2010 года — австралийский «Аутбэк» (Глубинка), а в мае 2010 года— седьмой мир приключений — канадский «Юкон-Бэй».
Некоторые комментаторы оценивают успех концепции Zoo 2000 следующим образом:
Газета «Файнэншл Таймс- Дойчланд» (Financial Times Deutschland):
«Mахенс создал почти 250 новых рабочих мест и более чем в три раза увеличил цены для посетителей. Хотя зоопарк Ганновера является самым дорогим в Германии: входной билет составляет 23 евро для взрослых, здесь в два раза больше гостей, чем в 1994 году. В зоопарке продается почти в 20 раз больше годовых билетов, а именно более 100 000, а входные билеты выросли на 555 процентов» 
Ассоциация налогоплательщиков :
«Бесспорный экономический успех во многом благодаря прежнему управляющему директору Махенсу и его преданным сотрудникам». Успехи «не связаны с региональной политикой».
После постоянных политических разногласий между президентом региона и председателем наблюдательного совета зоопарка Хауке Ягау и директором зоопарка Махенсом, Ягау сначала назначил второго управляющего директора в начале февраля 2011 г., в конце марта 2011 года Махенс был уволен из наблюдательного совета зоопарка без предупреждения. После того, как Наблюдательный совет отказался от переговоров, внесен иск против его увольнения.  Ранее, с точки зрения уголовного права, государственная прокуратура Ганновера «не смогла выявить никаких признаков ненадлежащего поведения Клауса-Майкла Махенса» , эта оценка была окончательно подтверждена в июле 2011 года. В феврале 2012 года окружной суд Ганновера постановил, что увольнение Махенса было незаконным, и присудил ему выходное пособие.
Фрэнк Вернер (2011—2013)
В 2011 году управление зоопарком было возложено на Фрэнка Вернера, бывшего коммерческого директора зоопарка. Он последовательно продолжил концепцию тематических зон, создав новый вольер для шимпанзе Кибонго.
В августе 2013 года Андреас М. Касдорф возглавил в качестве управляющего директора с равными правами отделы гастрономии, маркетинга / прессы, мерчендайзинга, обслуживания, продаж и зоологии. В феврале 2016 года наблюдательный совет зоопарка не продлил контракт с Франком Вернером.

## Мир приключений
Зоопарк, известный с 1996 года как «Ганноверский зоопарк приключений», разделен на тематические зоны, в которых посетитель находится в естественной среде обитания животных и может наблюдать за ними без решетки. Пятикилометровая тропа открытий дает возможность совершить познавательную экскурсию. Частью концепции являются комментируемые кормления, до восьми шоу животных в день, экскурсии с участием зоопарков для групп, тропы джунглей и эволюции, а также вольеры для пеликанов и кенгуру и контактный зоопарк для детей.
Замбези

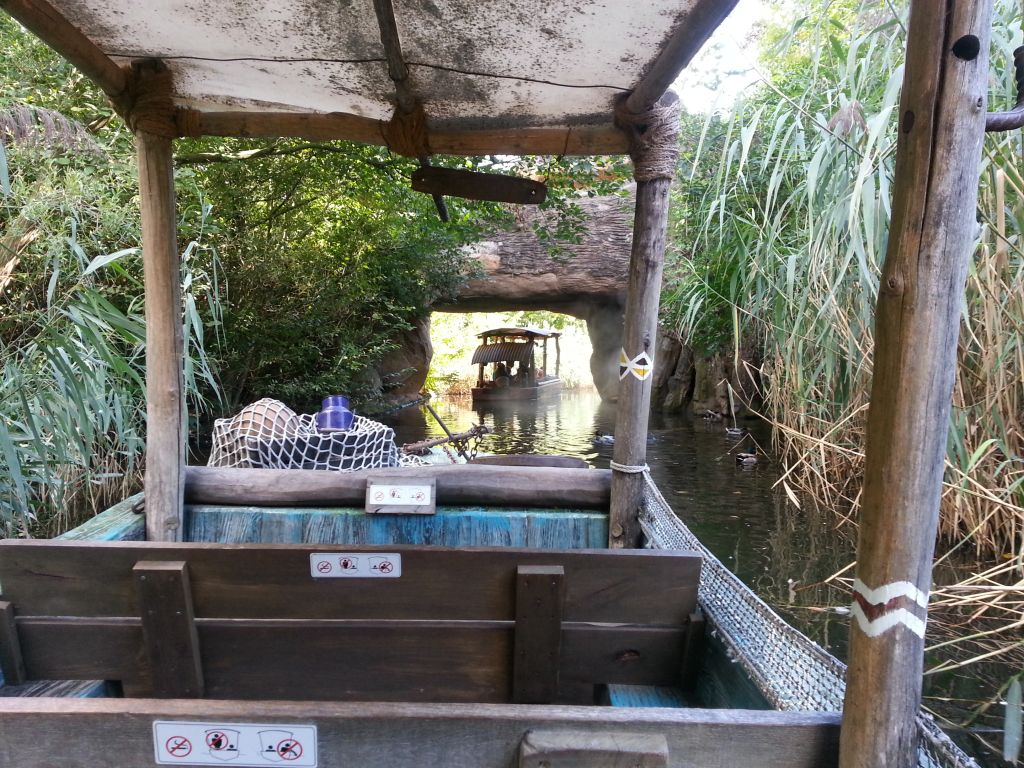
Замбези. Зоопарк Ганновера

«Пейзаж Замбези» смоделирован на основе ландшафта африканской саванны. Назван он в честь реки Замбези. Река, имитирующая Замбези, извивается мимо просторных вольеров  крупного рогатого скота с южноафриканскими венценосными журавлями и белыми аистами, антилопами, фламинго, бегемотами, антилопами, жирафами и носорогами. Одна из главных достопримечательностей зоопарка — лодки с гидами, которые ходят по воде (за исключением зимы), некоторые из них очень близко знакомят посетителей с животными. Есть также объекты из пустыни в Северной Африке, например, касба. Здесь обитают редкие аддаксы и сомалийские дикие ослы. В «Центре для посетителей по сохранению Сахары» зоопарк предоставляет информацию о своих усилиях по реинтродукции. Есть также африканский контактный луг.
Блоки
Антилопа канна (эланд)
Североафриканский красношейный страус
Газель Томсона
Черные антилопы
Большие белые пеликаны
Чилийские, кубинские и большие фламинго
Евразийские бакланы
Бегемоты
Марабу
сурикат
Индийские дикобразы
Египетская цапля
Южноафриканские венценосные журавли
Белые аисты
Антилопы Мендеса
Сомалийский дикий осёл
Восточноафриканские черные носороги
Жирафы Ротшильдов
Газель
Берберийский лев
Синекрылые гуси
Каролинские утки
Пятнистые утки
Желтоклювые утки
Красные хохлатые утки
Гривистые утки
Пампасский нырок
Карликовые козы
Карликовые коровы
Остроухие свиньи
Дикдики
Камерунская овца
Гора Афи
В тематическом мире горы Афи, открытом в 2017 году, приключенческий зоопарк привлекает внимание к угрозе сохранения обезьян в Африке и, в частности, знакомит с особо опасными аспектами. Настоящий заповедник дикой природы Афи-Маунтин, природный заповедник площадью 117 км², расположен на юго-востоке Нигерии. Помимо различных видов птиц, здесь обитают гориллы, шимпанзе, обезьяны и около 500 из последних 3000 обезьян- дрилей. Дерево-опора — это входной портал в  обезьяний лес. Дорога начинается  во влажной саванне с секции шимпанзе и проходит через тропический лес до вершины горы, горных горилл, в царство восточных горилл (равнинных).
На круговом маршруте через гору Афи информационно-развлекательные станции, фотовыставки и фильмы призывают обратить внимание на угрозу уничтожения тропических лесов и животных .
На проходе устроен дом в джунглях с помещениями для горилл и шимпанзе, а также дрилов и кошек Браззаме. Содержание суматранских орангутанов закончилось в сентябре 2018 года, когда самец Джамби был выпущен в зоопарк Одубон в Новом Орлеане.
Есть также вольер для африканских птиц с чернощёким неразлучником , Сиреневогрудая сизоворонка, желтохвостыми турачами (фазановые), болотными утками, сенегальскими голубями,турухтанами, плащеватыми утками, желтоклювыми утками и капскими горлицами.
Жизнь на горе Афи:
Западные равнинные гориллы
Шимпанзе
Обезьяны-дрил
Мартышки Бразза
свободно летающие птицы в домике в джунглях, такие как зебровые зяблики и тропические рыбы в ручье, такие как паку.
Юкон-Бэй

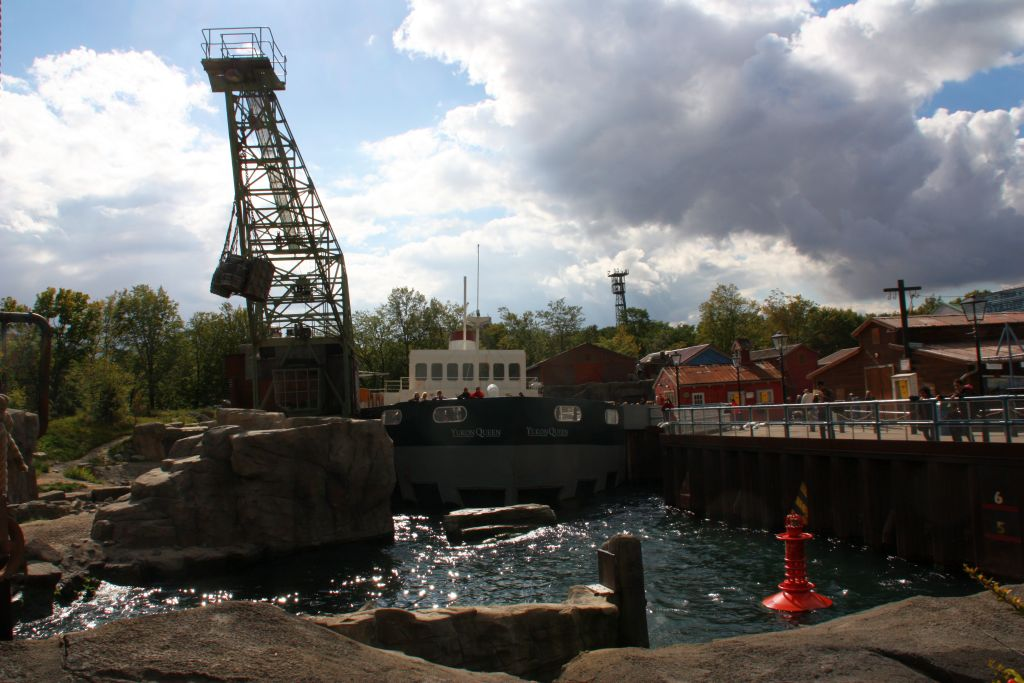
Юкон Бэй. Зоопарк Ганновера

Канадский тематический мир «Бухта Юкон»  с волчьим каньоном, рекой, портовым городом и подводным миром был создан в сотрудничестве с территорией Юкон. Тематический мир официально открылся 22 мая 2010 года. В нем представлены следующие виды животных:
Лесные волки, молодняк
белые медведи
Западные лесные волки
Еноты
Канадский лесной северный олень
Бизон
Дикие индейки
Северные морские котики
Балтийские серые тюлени
Калифорнийские морские львы
Чернохвостые луговые собачки
Белые совы
Бородатые совы
Африканские пингвины
Хохлатый крохаль
Гаги
Полосатые скунсы
Белка обыкновенная
Пингвины живут в акватории гавани на грузовом судне «Yukon Queen» (Юконская королева), которое село на мель во время вымышленного рейса из Южной Африки. Подводный мир с видом на бассейны с полярным медведем, тюленями и пингвинами можно увидеть из трюма корабля «Юконская королева».
В шоу тюленей на сцене Юкона демонстрируются следующие виды: северный морской котик, балтийский серый тюлень, калифорнийские морские львы и белоголовые орланы.
Строительство началось в январе 2008 года. Проект финансировался за счет средств региона Ганновер, Европейского фонда регионального развития, пожертвований и доходов от зоопарка. Первая фаза строительства, «Юконская тропа», была открыта в июле 2008 года и напрямую соединяет тематические миры Замбези и Дворца джунглей.
Дворец Джунглей
«Дворец в джунглях» представляет собой дворец индийского махараджи Бакхата, которого джунгли и животные медленно забирали обратно после его смерти. Центральным элементом мира приключений является большой вольер для слонов и священный храм обезьян. Рядом с парадным залом  живут тигры. Путь открытий продолжается через большой дворцовый зал, где расположены видимые внутренние вольеры обезьян гульман, вольер леопардов, тупайи и станция слонов национального парка Раджаджи .
За индийским дворцом джунгли заканчиваются и посетители попадают на вершины Гималаев через красные китайские ворота. Здесь вместе на одном участке обитают маленькие панды и мунтжаки .
Во дворце в джунглях находятся:
Сибирский тигр
Азиатские слоны
Обезьяны гульманы
Северные землеройки
Леопарды
Утки-мандаринки
Малые панды
Китайские мунтжаки
Дикая местность(Глубинка)
За дворцом джунгли переходит через «Маленькие Гималаи» с мунтжаками и маленькими пандами прямо в «австралийскую глубинку», где можно увидеть сумчатых и австралийских птиц. Зимой 2009/2010 был создан шестой мир приключений в рамках строительных работ в заливе Юкон.
Красная земля и холмистый пейзаж со старым фермерским домом с типичной ветряной турбиной, заброшенной заправочной станцией и небольшим пабом навевают воспоминания об окрестностях Айерс-Рок в Австралии. В одном из вольеров обитают Кенгуру Беннета. В вольере, встроенном в «паб», можно встретить различные виды австралийских птиц.
Живут «в глубинке» (Outside) с марта 2010 года:
Эму
Голые вомбаты
Большой рыжий кенгуру
Болотные валлаби
Кенгуру Беннета
Волнистые попугаи
Корелла
Певчие попугаи
Розелла
Mullewapp (Друзья навсегда)
В июне 2007 года открылась детская зона «Mullewapp» по мотивам автора детских книг Хельме Хайне .
«Муллевапп» задуман как дом трёх друзей: Джонни Маузера, Франца фон Хана и толстого Вальдемара. Помимо дома с мышами и крысами, есть множество намеков на литературный оригинал, а также три трассы для катания, игровая площадка для приключений и семейный ресторан, где вы можете приготовить собственное блюдо из макарон и посмотреть, как оно готовится.
В этой части «Mуллеваппа» обитают следующие виды животных:
Домашние мыши
Цветная крыса
Для школьников был создан кабинет биологии с маленькими животными, включая ахатины гигантской, древесных лягушек, бородатых драконов, плестиодонов, шаровых питонов, черепах-пауков, муравьев- листорезов, Phyllium siccifolium (ходячих листьев) и мадагаскарских шипящих тараканов. Комната для исследований в бывшем магазине «Mullewapp» была открыта в 2019 году. В помещении для мастерских зоопарка находятся образцы насекомых, коллекция различных яиц, отпечатки копыт, аквариум с малавийскими цихлидами, а также микроскопы и доска. Комнаты доступны только для зоопарка или для специальных туров и в дни открытых дверей (Aktionstage).
Мейерс Хоф (Двор Мейерса)

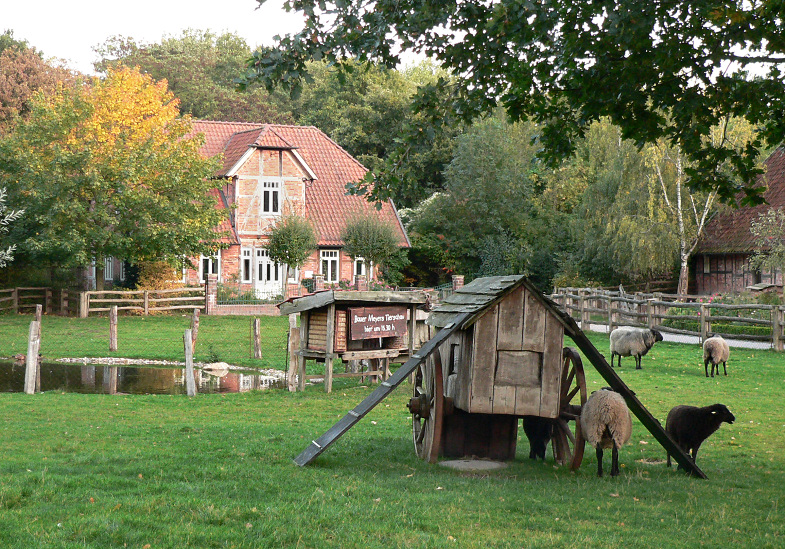
Мейерс Хоф. Зоопарк Ганновера

«Мейерс Хоф» — сельская усадьба. Она состоит из старых жилых, хозяйственных и конюшен в сельской местности с лугами и пастбищами. Семь фахверковых домов, типичных для этого региона (некоторые из них представляют собой помещения специального назначения) разных эпох, образуют фон для этого мира приключений. Исторические здания в зоопарке воссозданы с большой точностью. Ансамбль дополняет приключенческая площадка «Бродельбург» и ресторан в старинном фермерском доме. Доступ в зону «Мейерс Хоф» в зоопарке свободный- летом с 18:00 и зимой с 16:00 через боковой вход в ресторан.
На Мейерс-Хоф обитают региональные породы домашних и сельскохозяйственных животных, которые в настоящее время стали редкостью:
Старогерманский черно-пестрый низинный рогатый скот
Красный рогатый скот Гарца
Эксмурские пони
Чёрно-пеёстрая бентхеймская свинья
Грубошёрстная померанская овца
Тюрингские лесные козы
Желтые куры Рамельслоэр
Немецкие фавероли
Бронзовые индейки
Штайнбахские бойцовые гуси
Тюрингский кролик
Домашние морские свинки
Западная медоносная пчела
Зимний зоопарк
Как правило, «Зимний зоопарк» проходит в Мейерс-Хоф и в «Муллеваппе» с конца ноября до середины февраля, с ледовым катком для детей и взрослых, спортивным катком на льду, тремя трассами для катания на санках, верандой для самых маленьких и ностальгическая детская карусель.

## Малые тематические зоны
Тропический дом
Тропический дом формирует среду, смоделированную по образцу тропического леса. Помимо прочего, в нем обитают свободно летающие попугаи. Есть также террариумы с мелкими млекопитающими и рептилиями.
В тропическом доме обитают:
Цветной и горный лори
Дегу
Шипохвостые агамы
Кошачьи лемуры
Лемур вари
Дрил
Черноклювый токо
Маисовые полозы
Кольцехвостый варан
Эластичная черепаха
Omanosaura (ящерицы)
Песчаные крысы
Кроме того, в тропическом домике в  речке живут пресноводные черепахи.
Старые вольеры
В результате проекта «Yukon Bay» была заменена значительная часть старых систем, которые больше не соответствовали сегодняшнему стандарту. На данный момент, однако, в вольерах остаются альпаки, ламы, реи, викуньи, марахи и капибары. Вольеры для грифов, орлаов, андских кондоров, бородачей, степных орлов, канюков и коршунов были снесены зимой 2015 года. В трех небольших вольерах за зоопарком после ввода новых хижин с мая 2021 года обитают хохлатые кариамы, хохлатые паламедеи и черные грифы из Южной Америки.

## Представления
В зоопарке «Hannover Adventure Zoo»  (Ганноверский зоопарк приключений) проводится до шести представлений в день, которые проходят на выставочной арене в «Замбези», в «Мейерс-Хоф» и на новом стадионе Юкон в порту «Юкон-Бей». В шоу представлены особенности животных зоопарка, такие как охотничье поведение хищных птиц или ярко выраженное обоняние коати. Демонстрируются  фильмы о животных и вопросах ветеринарии. Представления дополняются многочисленными кормлениями, во время которых, например, рассказывается о семейном объединении слонов и обсуждается вопрос о выращивании детёнышей слонов.

## Панорама в зоопарке
18 ноября 2017 года в зоопарке Ганновера в отдельном круглом здании открылась панорама, созданная берлинским художником Ядегаром Азизи «Амазония — очарование тропических лесов». Круглый снимок в здании «Panorama am Zoo» с окружностью 111 метров и высотой 32 метра показывает пейзаж в бассейне Амазонки с растениями и животными. Благодаря симуляции дня и ночи посетители могут почувствовать, что они могут провести на Амазонке несколько «дней». В плату за вход в зоопарк не входит посещение «Панорамы в зоопарке»..  Панорама закрыта 31 декабря 2020 года.

## Награды
«Parkscout Audience Award», которая дается читателями онлайн — журнала «Parkscout.de» и который является одним из самых важных наград в индустрии отдыха, присужден «Hannover Adventure Zoo» семь раз.

## Критика
Согласно секретному исследованию, проведенному организацией по защите прав животных «Peta», которое было опубликовано в репортаже телепрограммы «Report Mainz» 4 апреля 2017 года, при содержании слонов, помимо прочего, используются так называемые слоновьи крючки. В отчете говорится о жестоком обращении с животными и ненадлежащем содержании.   Ганноверский зоопарк отверг обвинения, потребовал разъяснения фактов и попросил «Пету» предоставить полную картину.«Пета» отклонила это со ссылкой на уголовное дело инициированное «Петой». 22 августа 2017 года прокурор Ганновера прекратил расследование, поскольку не обнаружил достаточных оснований для подозрений в совершении уголовных преступлений и жестокого обращения с животными. Зоопарк обвиняет «Пету» во «лжи и ложных заявлениях» В октябре 2017 года «Пета» подала жалобу в прокуратуру Целле по поводу приостановки предварительного расследования. По заявлению «Петы», там был 18-страничный обзор видеозаписи, якобы показывающей жестокое обращение со слонами со стороны бывшего ветеринара Кёльнского зоопарка Олафа Белерта. Он пришел к выводу, что имели место «явные и серьезные нарушения Закона о защите животных». Ганноверский зоопарк ответил, что это «обычная процедура для всех их [Пета] кампаний — продолжать показывать их в СМИ, чтобы собирать средства», и спросил, почему «Пета» не опубликовала полный материал по требованию зоопарка. 29 января 2018 года Генеральная прокуратура в Целле отклонила жалобу «Петы».
В ноябре 2017 года Ганноверский зоопарк снова был обвинен вместе с 19 другими зоопарками Германии. По словам Петы, водоплавающие птицы в зоопарках становятся неспособными летать из-за «регулярной стрижки перьев или хирургических вмешательств». В заявлении зоопарка говорится:«На данный момент нам известен только пресс-релиз Петы. У нас нет дополнительной информации. Уже много лет только у некоторых видов птиц (например, пеликана, фламинго, венценосного журавля) перья стригут раз в год в рамках ветеринарного осмотра». 29 марта 2018 года прокурор Ганновера прекратил расследование в отношении зоопарка, поскольку обращение с птицами было безболезненным и, следовательно, безвредным.

## Фотогалерея

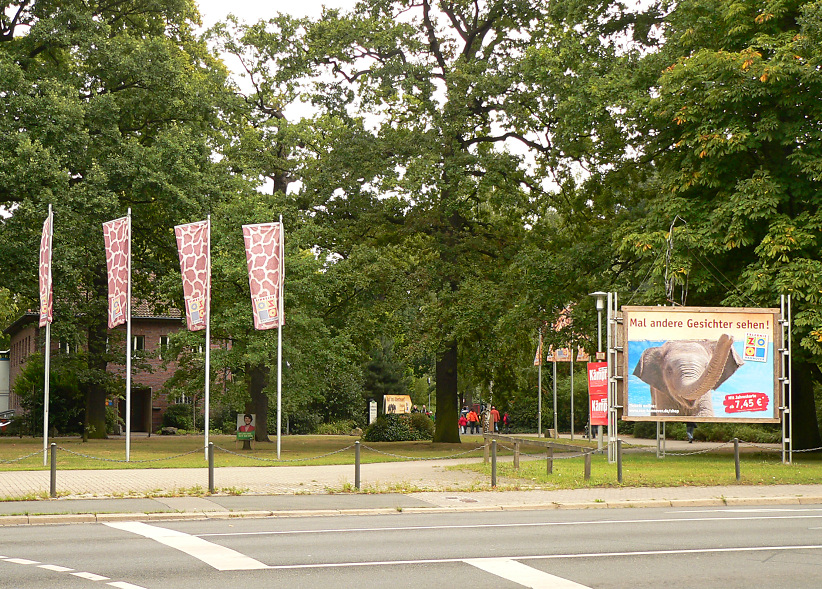
Вход в зоопарк
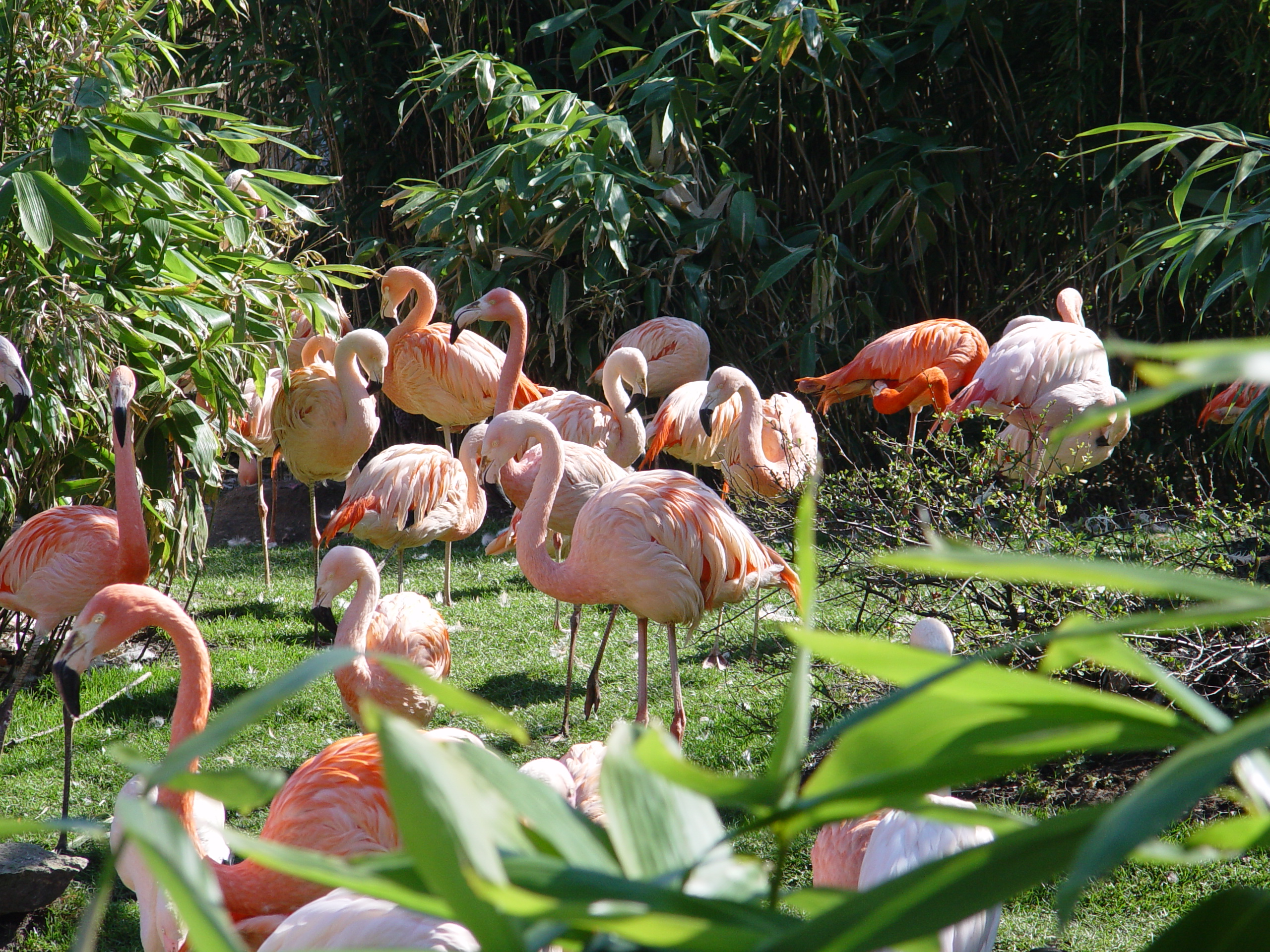
Фламинго
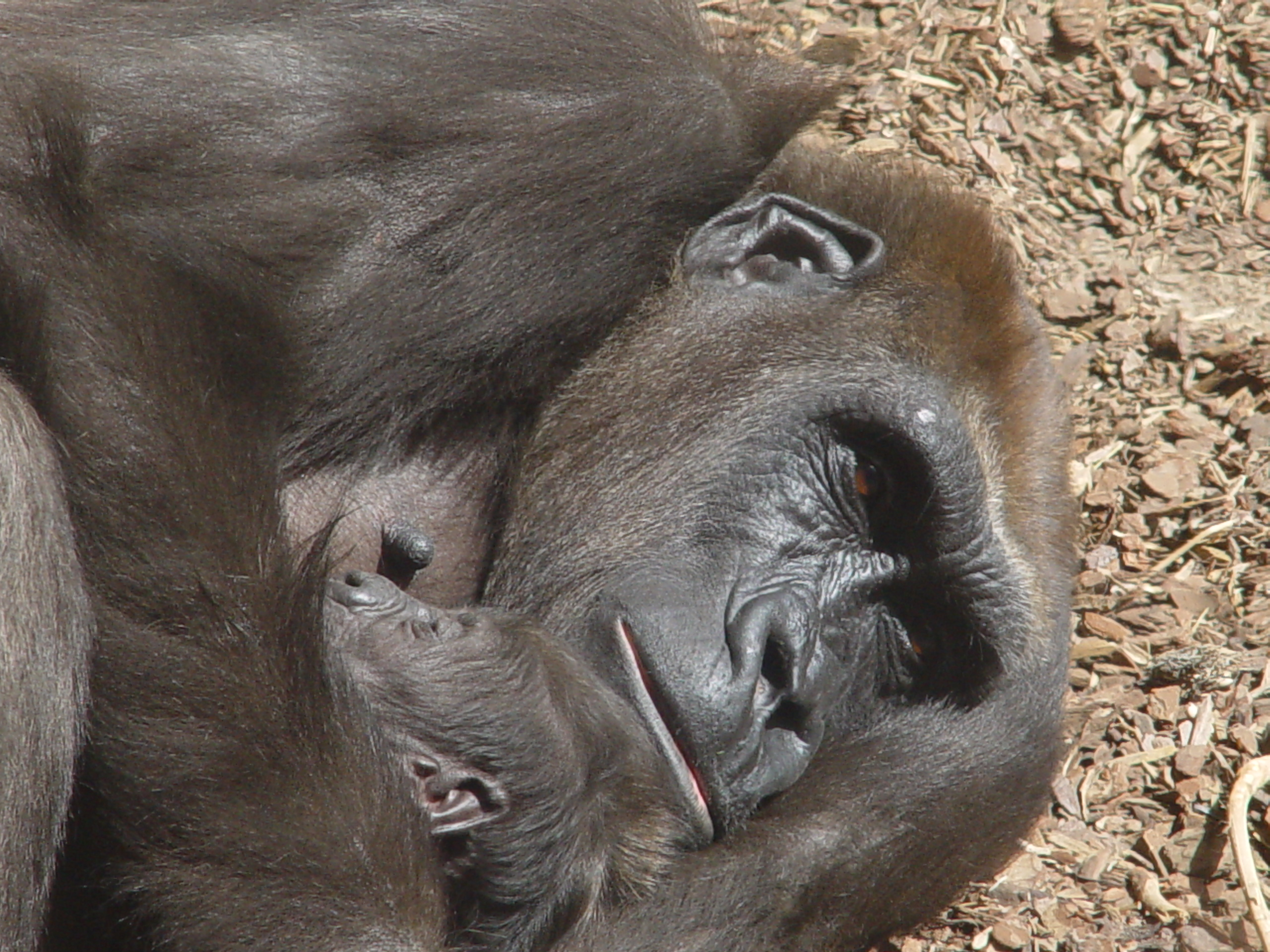
Гориллы
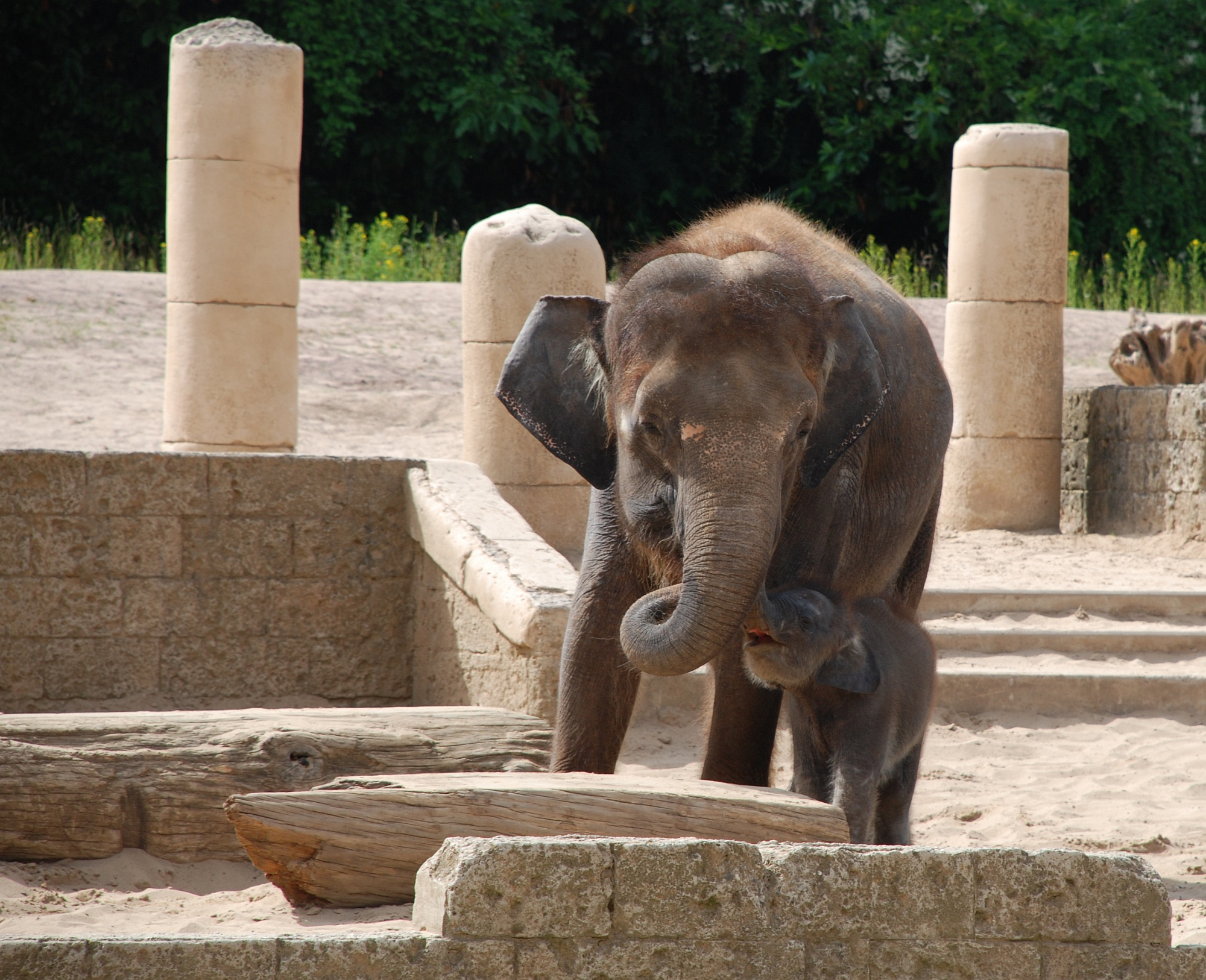
Слоны